# Lévy Madinda
Lévy Madinda (Libreville, Gabon, 22 de juny del 1992) és un futbolista professional gabonès.
Ha jugat com a migcampista al Nàstic de Tarragona, cedit pel Celta de Vigo.
Fa 1,82 metres i 77 quilos. Jugador amb bon tir, bona passada, i bon control amb la pilota.